# Ludvík XII.
Ludvík XII. (27. června 1462, Blois – 1. ledna 1515, Paříž) byl francouzský král v letech 1498 až 1515 a neapolský král v letech 1501 až 1504. Jako syn vévody Karla Orleánského a Marie Klevské na trůn nastoupil po synovi svého bratrance z druhého kolena a švagrovi Karlovi VIII., který zemřel bezdětný v roce 1498.
Před svým nástupem na francouzský trůn byl známý jako Ludvík Orleánský. Jeho bratranec z druhého kolene, král Ludvík XI., ho přinutil oženit se s jeho postiženou a údajně neplodnou sestřenicí Johanou. Ludvík XI. doufal, že tak vymře orléanská kadetská větev rodu Valois. Když se v roce 1498 stal králem, nechal papež Alexandr VI. sňatek s Johanou anulovat. Následně se oženil s vévodkyní Annou Bretaňskou, vdovou po Karlovi VIII. Tento sňatek umožnil Ludvíkovi posílit personální Unii Bretaně a Francie.

## Rodinné poměry
Ludvík XII. pocházel z rodu Valois, přesněji z větve Dynastie Valois-Orléans. Byl jediným synem Karla Orleánského a Marie Klevské. Na francouzský trůn nastoupil roku 1498 po nešťastném úmrtí svého bezdětného švagra Karla VIII.
Ještě téhož roku se dal rozvést s Johanou, sestrou svého předchůdce na francouzském trůně a 8. ledna 1499 se oženil s Karlovou vdovou Annou Bretaňskou. Anna byla držitelkou Bretaně, která byla tímto sňatkem po mnoha letech konečně připojena k území francouzské koruny. Z narozených potomků se dospělosti dožily pouze dvě dcery. Po Annině smrti (9. ledna 1514) se Ludvík potřetí oženil. Vyvolenou se stala 9. října 1514 Marie, sedmnáctiletá sestra anglického krále Jindřicha VIII.
Z poměru s neznámou ženou měl nemanželského syna Michela Bucyho (1484–1511), arcibiskupa z Bourges

## Vláda
Nový panovník po přeslici pocházel z rodu Visconti (babička z otcovy strany byla Valentina Visconti). Začal uplatňovat nárok na Milánské vévodství a napadl proto Itálii, kde se potom v letech 1499–1513 odehrávaly kruté boje (tzv. druhá až čtvrtá Italská Válka). Po dobytí Milána roku 1499/1500 se Ludvík dohodl se španělským Ferdinandem II. Aragonským a obsadil také Neapolské království. Ferdinand Aragonský však změnil názor, obrátil se proti Ludvíkovi a Neapol dobyl sám. Následovala léta komplikovaných španělsko-francouzských jednání a bojů o Itálii. Roku 1504 uznala Francie španělskou nadvládu v Neapoli, ale ponechala si Milánsko.
Roku 1511 se proti Ludvíkovi XII. postavila Cambraiská liga (založená původně 1507 papežem, římsko-německým císařem a samotným Ludvíkem proti Benátkám) spolu s papežem naverbovanými Švýcary a po ostrých bojích mezi Francií a Cambraiskou ligou v letech 1512 a 1513 byli Francouzi úplně vytlačeni z italského území za hřeben Alp. Milánsko připadlo Švýcarům.
Francouzský lid krále miloval, jelikož byl dobrý hospodář a dbal o správný pořádek. Generální stavy ho nazývaly Оtec lidu.
Král zemřel tři měsíce po svém posledním sňatku 1. ledna 1515. Neměl dospělosti se doživší potomky mužského pohlaví. Králem Francie se tak stal syn Ludvíkova bratrance František I. (1515–1547).

## Odkazy

Litterae super abrogatione pragmatice sanctionis, 1512

## Vývod z předků
|                         |                      |  |                   |                         |  |  |  |  |  |  |  | Jan II. Francouzský |
|                         |                      |  |                   |                         |  |  |  |  |  |  |  |                     |
|                         | Karel V. Francouzský |  |                   |                         |  |  |  |  |  |  |  |                     |
|                         |                      |  |                   |                         |  |  |  |  |  |  |  |                     |
|                         |                      |  |                   | Jitka Lucemburská       |  |  |  |  |  |  |  |                     |
|                         |                      |  |                   |                         |  |  |  |  |  |  |  |                     |
|                         | Ludvík z Valois      |  |                   |                         |  |  |  |  |  |  |  |                     |
|                         |                      |  |                   |                         |  |  |  |  |  |  |  |                     |
|                         |                      |  |                   | Petr I. Bourbonský      |  |  |  |  |  |  |  |                     |
|                         |                      |  |                   |                         |  |  |  |  |  |  |  |                     |
|                         | Johana Bourbonská    |  |                   |                         |  |  |  |  |  |  |  |                     |
|                         |                      |  |                   |                         |  |  |  |  |  |  |  |                     |
|                         |                      |  |                   | Izabela z Valois        |  |  |  |  |  |  |  |                     |
|                         |                      |  |                   |                         |  |  |  |  |  |  |  |                     |
|                         | Karel Orleánský      |  |                   |                         |  |  |  |  |  |  |  |                     |
|                         |                      |  |                   |                         |  |  |  |  |  |  |  |                     |
|                         |                      |  |                   | Galeáš II. Visconti     |  |  |  |  |  |  |  |                     |
|                         |                      |  |                   |                         |  |  |  |  |  |  |  |                     |
|                         | Jan Galeáš Visconti  |  |                   |                         |  |  |  |  |  |  |  |                     |
|                         |                      |  |                   |                         |  |  |  |  |  |  |  |                     |
|                         |                      |  |                   | Blanka Savojská         |  |  |  |  |  |  |  |                     |
|                         |                      |  |                   |                         |  |  |  |  |  |  |  |                     |
|                         | Valentina Visconti   |  |                   |                         |  |  |  |  |  |  |  |                     |
|                         |                      |  |                   |                         |  |  |  |  |  |  |  |                     |
|                         |                      |  |                   | Jan II. Francouzský     |  |  |  |  |  |  |  |                     |
|                         |                      |  |                   |                         |  |  |  |  |  |  |  |                     |
|                         | Izabela Francouzská  |  |                   |                         |  |  |  |  |  |  |  |                     |
|                         |                      |  |                   |                         |  |  |  |  |  |  |  |                     |
|                         |                      |  |                   | Jitka Lucemburská       |  |  |  |  |  |  |  |                     |
|                         |                      |  |                   |                         |  |  |  |  |  |  |  |                     |
| Ludvík XII. Francouzský |                      |  |                   |                         |  |  |  |  |  |  |  |                     |
|                         |                      |  |                   |                         |  |  |  |  |  |  |  |                     |
|                         |                      |  | Adolf II. z Marky |                         |  |  |  |  |  |  |  |                     |
|                         |                      |  |                   |                         |  |  |  |  |  |  |  |                     |
|                         | Adolf III. z Marky   |  |                   |                         |  |  |  |  |  |  |  |                     |
|                         |                      |  |                   |                         |  |  |  |  |  |  |  |                     |
|                         |                      |  |                   | Markéta Klevská z Marky |  |  |  |  |  |  |  |                     |
|                         |                      |  |                   |                         |  |  |  |  |  |  |  |                     |
|                         | Adolf I. Klevský     |  |                   |                         |  |  |  |  |  |  |  |                     |
|                         |                      |  |                   |                         |  |  |  |  |  |  |  |                     |
|                         |                      |  |                   | Gerhard VI. z Jülichu   |  |  |  |  |  |  |  |                     |
|                         |                      |  |                   |                         |  |  |  |  |  |  |  |                     |
|                         | Markéta Jülišská     |  |                   |                         |  |  |  |  |  |  |  |                     |
|                         |                      |  |                   |                         |  |  |  |  |  |  |  |                     |
|                         |                      |  |                   | Markéta Ravensberská    |  |  |  |  |  |  |  |                     |
|                         |                      |  |                   |                         |  |  |  |  |  |  |  |                     |
|                         | Marie Klevská        |  |                   |                         |  |  |  |  |  |  |  |                     |
|                         |                      |  |                   |                         |  |  |  |  |  |  |  |                     |
|                         |                      |  |                   | Filip II. Burgundský    |  |  |  |  |  |  |  |                     |
|                         |                      |  |                   |                         |  |  |  |  |  |  |  |                     |
|                         | Jan I. Burgundský    |  |                   |                         |  |  |  |  |  |  |  |                     |
|                         |                      |  |                   |                         |  |  |  |  |  |  |  |                     |
|                         |                      |  |                   | Markéta III. Flanderská |  |  |  |  |  |  |  |                     |
|                         |                      |  |                   |                         |  |  |  |  |  |  |  |                     |
|                         | Marie Burgundská     |  |                   |                         |  |  |  |  |  |  |  |                     |
|                         |                      |  |                   |                         |  |  |  |  |  |  |  |                     |
|                         |                      |  |                   | Albrecht I. Bavorský    |  |  |  |  |  |  |  |                     |
|                         |                      |  |                   |                         |  |  |  |  |  |  |  |                     |
|                         | Markéta Bavorská     |  |                   |                         |  |  |  |  |  |  |  |                     |
|                         |                      |  |                   |                         |  |  |  |  |  |  |  |                     |
|                         |                      |  |                   | Markéta Břežská         |  |  |  |  |  |  |  |                     |
|                         |                      |  |                   |                         |  |  |  |  |  |  |  |                     |